# Interstate 675 (Géorgie)
Pour les articles homonymes, voir Interstate 675.
L'Interstate 675 (I-675) est une autoroute auxiliaire de 11,04 miles (17,77 km) au sud-est de la région métropolitaine d'Atlanta. Elle débute à l'échangeur avec l'I-75 à Stockbridge au sud pour se terminer, au nord, à l'échangeur avec l'I-285. L'I-675 est également appelée la Terrell Starr Parkway.

## Description du tracé
Débutant à l'échangeur avec l'I-75, l'I-675 est une autoroute à quatre voies sur une partie de son tracé. Entre Ellenwood Road / Forest Parkway et le terminus nord, à l'I-285, elle compte six voies.
Le terminus sud de l'I-675 inclut des voies à péage réservées aux véhicules à haute capacité (HOV) ainsi que des voies Express à péage, les South Metro Express Lanes, ouvertes en 2017.

## Liste des sorties
| Interstate 675    |              |       |       |        | |                                                                                 |
| Comté             | Municipalité | mi    | km    | Sortie | Intersections / Destinations                                                                                             | Notes                                                                           |
| Henry             | Stockbridge  | 0,00  | 0,00  |        | I-75 sud – Macon, Tampa                                                                                                  | Terminus sud; sortie direction sud, entrée direction nord; sortie 227 de l'I-75 |
| Clayton           | Stockbridge  | 0,61  | 0,98  | 1      | SR 138 (en) vers I-75 nord – Stockbridge, Jonesboro                                                                      |                                                                                 |
| Clayton           | Rex          | 2,40  | 3,86  | 2      | US 23 / SR 42 (en) – Stockbridge                                                                                         |                                                                                 |
| Clayton           | Forest Park  | 5,05  | 8,13  | 5      | Ellenwood Road / Forest Parkway vers SR 331 (en) ouest                                                                   |                                                                                 |
| Clayton           | Conley       | 6,65  | 10,70 | 7      | Anvil Block Road – Fort Gillem                                                                                           |                                                                                 |
| DeKalb            |              | 11,04 | 17,77 | 11     | I-285 (Atlanta Bypass) vers US 23 / SR 42 (en) (Moreland Avenue) – Augusta, Greenville, Aéroport international d'Atlanta | Terminus nord; sortie direction nord, entrée direction sud                      |
| - Accès incomplet |              |       |       |        | |                                                                                 |